# Orø Kirke
Orø Kirke er den lokale sognekirke på Orø ved Holbæk.
Dens kor og skib er opført i senromansk tid af kampesten med tilhugne kvadre på hjørner og omkring døråbninger, samt vinduesindfatninger af kridt og munkesten. Begge de rundbuede døre er bevarede, norddøren er tilmuret. Der kan spores otte oprindelige vinduer i murværket, de er svagt tilspidsede, hvilket tyder på, at kirken er opført sent i 1200-tallet.
Tårnet er opført i begyndelsen af 1500-tallet, samtidig opførtes våbenhuset og sakristiet. Kirken blev hårdhændet istandsat i slutningen af 1800-tallet, hvorved to romanske vinduer i skibets nordmur blev ødelagt.
Den romanske korbue er bevaret med kragbånd af kridt. I slutningen af 1400-tallet fik kor og skib indbygget krydshvælv, alle har dobbelte kragbånd på vægpillerne. Ved en restaurering af gulvet fandt man rester af glaserede fliser med rosetmønster. Altertavlen er et renæssancearbejde, der er beslægtet med tavlen i Strø Kirke.
Prædikestolen er leveret i 1632 og bærer våben for Urne og Arenfeldt, lydhimlen bærer Christian 4.'s initialer. På skibets nordvæg er opsat en Pieta-gruppe, der formodentlig stammer fra o. 1450. Korbuekrucifikset fra o. 1500 med sidefigurer er genopsat på sin oprindelige plads over korbuen. Apostlen Johannes holder en posebog i højre hånd.
I 2001 fandt man kalkmalerier på nord- og sydvæggen i skibets 1. fag i forbindelse med kalkning af kirken. De er blevet afdækkede og ved samme lejlighed afdækkede man hvælvets ribbedekorationer. På nordvæggen ses en rytter, muligvis Sankt Jørgen, billedet er blevet noget ødelagt af restaureringsarbejdet i 1897, da man udvidede de romanske vinduer. På sydvæggen ses en engel, som muligvis hører til en fremstilling af Bebudelsen, i så fald skal Maria være bag vægpillen. De to kalkmalerier og hvælvets ribbedekoration er blevet afrenset og restaureret uden tilmalinger af betydning.

## Eksterne kilder og henvisninger
- Wikimedia Commons har flere filer relateret til Orø Kirke
- Orø Kirke i bogværket Danmarks Kirker, Nationalmuseet
- Orø Kirke Arkiveret 31. januar 2011 hos  Wayback Machine hos nordenskirker.dk
- Orø Kirke hos KortTilKirken.dk